# Crowsnest Pass, Alberta
Crowsnest Pass, din provincia Alberta, Canada este un district municipal special, amplasare coordonate 49°37′59″N 114°04′34″W / 49.633056°N 114.076111°V. Districtul se află în Diviziunea de recensământ 15. El se întinde pe suprafața de 373.07 km2  și avea în anul 2011 o populație de 5,565 locuitori.
Cities Orașe
--
Towns Localități urbane
- Blairmore
- Coleman

Villages Sate
- Bellevue
- Frank

Summer villages Sate de vacanță
--
Hamlets, cătune
Districte speciale
- Improvement District No. 5 (part)
- Improvement District No. 6 (part)

Așezări
- Crowsnest
- East Kootenay
- Hazell
- Hillcrest  Hillcrest Mines
- Savanna
- Sentinel